# Castello del Dego
Das Castello del Dego, auch Castello di Barberino, ist eine Höhenburg bei Dego, einem Ortsteil der Gemeinde Bobbio in der italienischen Emilia-Romagna. Die Anlage besteht aus zwei robusten Türmen, die intern miteinander verbunden sind und in erhöhter Lage auf einem Felsvorsprung gegenüber dem Monte Barberino stehen. Unterhalb liegt die Schlucht des Flusses Trebbia. Die Burg befindet sich in strategischer  Lage zur Kontrolle des Zugangs zum Val Trebbia von Piacenza aus, dem Caminus Genue, einem einst bedeutenden Verbindungsweg Richtung Genua und dem Meer.

## Geschichte
In der Ortschaft Dego lag im 10. Jahrhundert die mönchische Einsiedelei Decus (dt.: Ende, Grenze) über dem Fluss Trebbia vor dem Monte Barberino (481 m ü.N.N.), der seit der römischen Antike die Grenze zwischen der Emilia und der Grafschaft Bobbio mit dem Herzogtum Parma und Piacenza bezeichnete. Erst 1923 kam auch die Grafschaft Bobbio zu Piacenza.
Die Burg, die „Castrum de Barbarino“ genannt wurde, ist 1207 als Besitzung des Klosters von Bobbio dokumentiert; sie diente als Festes Haus und Zollstation an der alten Straße auf der orographisch linken Seite der Trebbia, die von Bobbio nach Mezzano Scotti führt. In alter Zeit gab es auf dem rechten Ufer vor Barberino, in der Ortschaft Piancasale, eine zweite Festung an der alten Staatsstraße, die den Barberino-Pass überquerte. Heute gibt es von dieser aufgelassenen Festung nur noch eine Spur in einem privaten Gebäude. Die beiden Befestigungen hatten den Zweck, die Grenzregion an einem strategisch günstigen Punkt, an dem sich das Tal verengt und der „Schlucht von Barberino“ (nach dem gleichnamigen Berg) benannt ist, zu überwachen.
Die heutigen Gebäude stammen von 1564, eine Jahreszahl, die auf einem Stein des Eingangsportals dokumentiert ist. Die Anlage fiel an die Adelsfamilie Monticelli und von dieser an die Malaspinas, denen sie heute noch gehört.